# Ruan (instrument)
Pour les articles homonymes, voir Ruan.

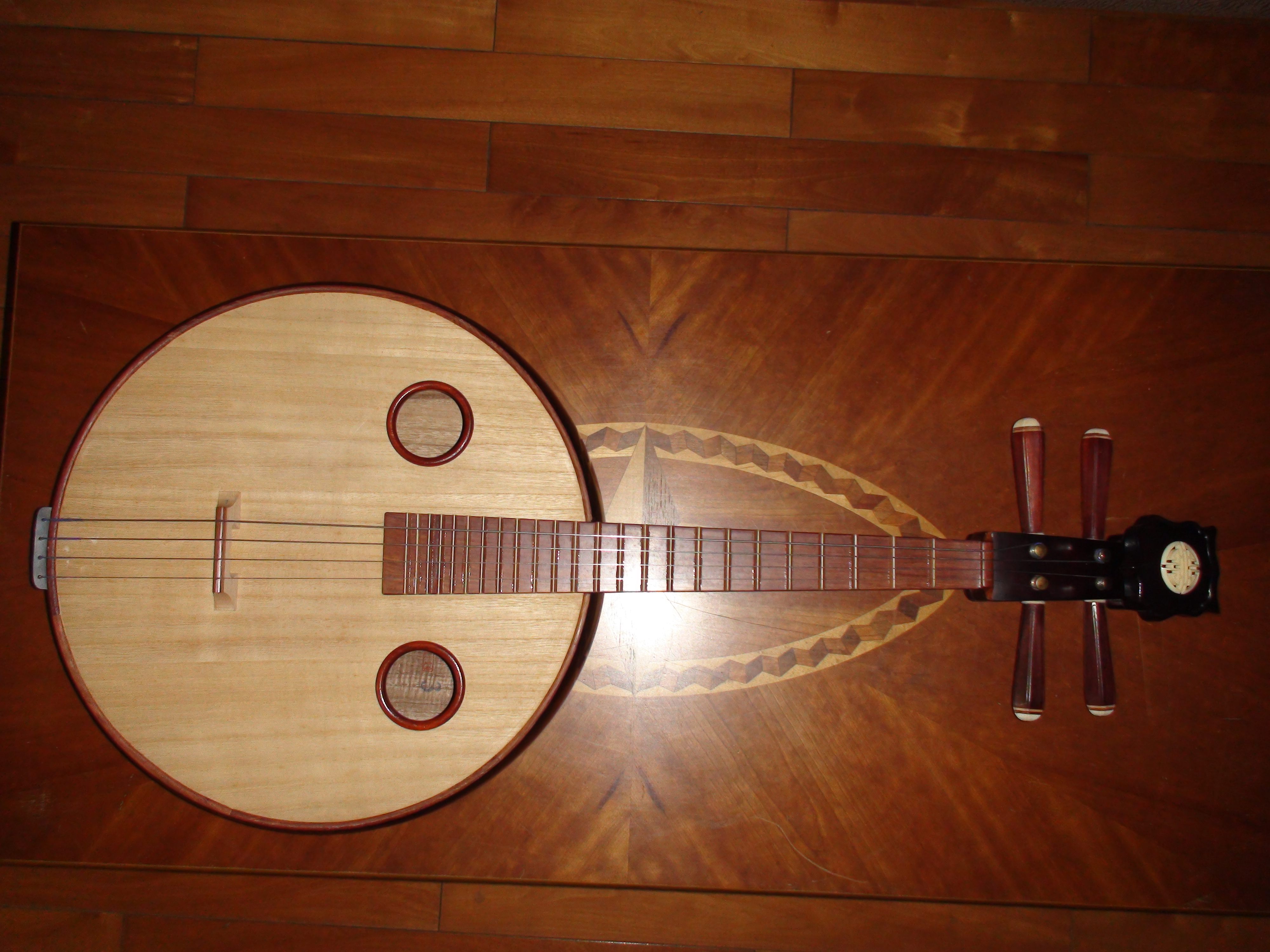
Un Ruan

Le ruan (chinois : 阮), aussi appelé luai, shao luai, qin pipa, ruanxian ou yüan-hsien est un luth chinois à manche long appelé aussi guitare-lune. C'est un instrument que l'on retrouve dans toute l'Asie du Sud-Est : dan nguyet (Viêt Nam), wol gum (Corée), genkan (Japon)...
Le meihuaruan en diffère par la forme.

## Lutherie
Il en existe une dizaine de variantes selon la taille (soprano, ténor, basse), selon qu'il y ait ou non des ouïes, selon le type de frettes et le type de chevillier :
- Soprano: Gaoyinruan (高音阮, accord : G3-D4-G4-D5)
- Alto: Xiaoruan (小阮, lit. "petit ruan"; accord : D3-A3-D4-A4)
- Tenor: Zhongruan (中阮, lit. "medium ruan"; accord : G2-D3-G3-D4)
- Basse: Daruan (大阮, lit. "grand ruan"; accord : D2-A2-D3-A3)
- Contrebasse: Diyinruan (低音阮, accord : G1-D2-G2-D3)

La caisse de résonance est ronde et plate, percée en général de deux ouïes près du long manche qui se prolonge sur la table d'harmonie en bois. Il est prolongé par un grand chevillier courbe avec quatre grandes chevilles. Il y a quatre cordes en soie ou métal, fixées non au chevalet, mais au bas de la caisse.
La version basse n'a que trois cordes et des ouïes en forme de quartier de lune.
Le meihuaruan a une caisse de résonance hexagonale arrondie, avec un chevillier traditionnel très courbe avec cinq grandes chevilles et cinq cordes en soie.